# Valentina Nikonova
Valentina Guennádievna Nikonova –en ruso, Валентина Геннадьевна Никонова– (Kazán, URSS, 5 de marzo de 1952) es una deportista soviética que compitió en esgrima, especialista en la modalidad de florete.
Participó en los Juegos Olímpicos de Montreal 1976, obteniendo una medalla de oro en la prueba por equipos. Ganó tres medallas en el Campeonato Mundial de Esgrima en los años 1973 y 1974.

## Palmarés internacional
| Juegos Olímpicos   | Juegos Olímpicos    | Juegos Olímpicos | Juegos Olímpicos    |
| Año                | Lugar               | Medalla          | Prueba              |
| ------------------ | ------------------- | ---------------- | ------------------- |
| 1976               | Montreal (Canadá)   | Medalla de oro   | Florete por equipos |
| Campeonato Mundial |                     |                  |                     |
| Año                | Lugar               | Medalla          | Prueba              |
| 1973               | Gotemburgo (Suecia) | Medalla de oro   | Florete individual  |
| 1973               | Gotemburgo (Suecia) | Medalla de plata | Florete por equipos |
| 1974               | Grenoble (Francia)  | Medalla de oro   | Florete por equipos |